# Baudin Rocks Conservation Park
Baudin Rocks Conservation Park är en park i Australien. Den ligger i delstaten South Australia, omkring 260 kilometer sydost om delstatshuvudstaden Adelaide.
Trakten runt Baudin Rocks Conservation Park är nära nog obefolkad, med mindre än två invånare per kvadratkilometer.. Närmaste större samhälle är Robe, nära Baudin Rocks Conservation Park. 
Genomsnittlig årsnederbörd är 750 millimeter. Den regnigaste månaden är juli, med i genomsnitt 128 mm nederbörd, och den torraste är februari, med 17 mm nederbörd.